# Charles E. Weaver
Charles Edwin Weaver (Deerfield, Nueva York, 1 de mayo de 1880 - Pasadena, California, 17 de julio de 1958) fue un geólogo y paleontólogo estadounidense. A lo largo de su vida profesional desarrolló amplios trabajos de investigación en varias zonas del continente americano, de gran importancia para el desarrollo de la floreciente industria petrolera.

## Primeros años
Charles E. Weaver era el mayor de los 5 hijos del matrimonio formado por Charles y Sarah Weaver, pioneros de origen alemán instalados en condado de Oneida. Nacido el 1 de mayo de 1880, cursó sus estudios iniciales en instituciones educativas de la ciudad de Utica. Según George E. Goodspeed, en su Memorial - Charles E. Weaver (1880-1958), la lectura temprana de los trabajos de Agassiz, Chamberlin y Hall fue un hecho decisivo en su interés por la geología.

## Trayectoria
Charles Weaver ingresó a la Universidad de California en Berkeley en 1900 y obtuvo su licenciatura en ciencias en 1904. En 1905 el Departamento de Geología de la Universidad de California publicó por primera vez uno de sus trabajos de investigación. En 1907 obtuvo su doctorado en  Geología y Paleontología.
Ejerció la docencia universitaria en la Universidad de Washington y produjo relevantes estudios sobre la biota del Golfo de México.
Fue miembro de la Washington Academy of Sciences, la California Academy of Sciences, la Paleontologie Gesellschaft y la Societé Geologique de France.
Su preocupación por extender y profundizar los nexos entre la investigación científica básica y el desarrollo industrial, llevó a que la entonces Standard Oil de California, (hoy Chevron Corporation) lo contratara para realizar estudios de prospección en Latinoamérica. Realizó su trabajo en varios países y finalmente concentró sus investigaciones en la región centro occidental de Argentina, en el área de la cuenca Neuquina. Se debe a Weaver el hallazgo y nominación de la formación Vaca Muerta, además de varias unidades litoestratigráficas jurásicas y cretácicas como Los Molles, Lajas, Lotena, Auquilco, Quintuco, Mulichinco y Agrio.
Durante sus trabajos de exploración en la provincia de Neuquén reunió una importante colección de invertebrados fósiles, parte de la cual está depositada actualmente en el Burke Museum of Natural History and Culture.

## Publicaciones
Es autor de varios textos reconocidos por su rigor científico. Sus trabajos fueron publicados en numerosas revistas especializadas. Entre ellos:
- I. Eocene of the lower Cowlitz river valley, Washington - II. The post-Eocene formations of western Washington - III. The Oligocene of Kitsap county, Washington (en inglés). The Academy - San Francisco. 1916.
- The Mineral Resources of Stevens County (en inglés). Washington Geological Survey. 1920.[8]
- Tertiary stratigraphy of western Washington and northwestern Oregon (en inglés). University of Washington Press. 1937.
- Paleontology of the marine Tertiary formations of Oregon and Washington (en inglés). University of Washington. 1943.
- Stratigraphy and paleontology of the Tertiary formations at Coos bay (en inglés). University of Washington Press. 1945.
- Geology of the Coast Ranges immediately north of the San Francisco Bay region, California (en inglés). The Geological Society of América. 1949.[9]
- Eocene and Paleocene Deposits at Martinez, California, Volumen 1 (en inglés). University of Washington Press. 1953.[10]

Su obra Paleontology of the Jurassic and Cretaceous of west-central Argentina (1931), permanece como material de consulta en la formación de geólogos y paleontólogos.